# Liste des cardinaux créés par Clément III
Au cours de son pontificat de 1187 à 1191, le pape Clément III a créé 30 cardinaux.

## 12 mars 1188
- Gérard Mainard, O.Cist., abbé de Potigny, France (cardinal-évêque de Palestrina)
- Pietro (cardinal-prêtre de S. Clemente)
- Alessio, légat du pape Alexandre III en Écosse (cardinal-prêtre de S. Susanna)
- Giordano di Ceccano, O.Cist., abbé de Fossanova (cardinal-prêtre de S. Pudenziana)
- Pietro (cardinal-prêtre de S. Pietro in Vincoli)
- Pietro (cardinal-prêtre de S. Lorenzo in Damaso)
- Giovanni Malabranca (cardinal-diacre de S. Teodoro)
- Gregorio de San Apostolo (cardinal-diacre de S. Maria in Portico Octaviae)
- Giovanni Felici (cardinal-diacre de S. Eustachio)
- Bernardo (cardinal-diacre de S. Maria Nuova)
- Gregorio Crescenzi (cardinal-diacre de S. Maria in Aquiro)

## Mai 1189
- Giovanni, évêque de Viterbo e Toscanella (cardinal-prêtre de S. Clemente)
- Alessandro (cardinal-prêtre de Ss. Silvestro e Martino ai Monti)
- Giovanni (cardinal-diacre de Ss. Sergio e Bacco)

## Septembre 1190
- Pietro Gallozia  (cardinal-évêque de Porto e Santa Rufina)
- Rufino, évêque de Rimini (cardinal-prêtre de S. Prassede)
- Rinaldo, O.S.B. (cardinal-prêtre de Ss. Marcellino e Pietro)
- Guy Paré, O.Cist., abbé de Cîteaux (cardinal-prêtre de S. Maria in Trastevere)
- Cencio (diaconat inconnu)
- Ugo (cardinal-prêtre de Ss. Silvestro e Martino ai Monti)
- Giovanni di Salerno, O.S.B.Cas. (cardinal-prêtre de S. Stefano al Monte Celio)
- Romano (diaconat inconnu)
- Egidio di Anagnia (cardinal-diacre de S. Nicola in Carcere Tulliano)
- Gregorio Carelli (cardinal-diacre de S. Giorgio in Velabro)
- Lotario dei conti di Segni, futur pape Innocent III (cardinal-diacre de Ss. Sergio e Bacco)
- Gregorio (cardinal-diacre de S. Angelo in Pescheria)
- Niccolò, neveu du pape (pas de diaconat spécifique assigné)
- Guido de Papa (pas de diaconat spécifique assigné)
- Giovanni Barrata (diaconat inconnu)
- Niccolò (pas de diaconat spécifique assigné)

## Source
- Mirandas sur fiu.edu